# Tokyo (współczesny)
Tokyo (współczesny) – drugi singel polskiego rapera Pezeta z jego pierwszego minialbumu, zatytułowanego Abstrakt EP. Singel został wydany 8 listopada 2023.
Nagranie otrzymało w Polsce status platynowego singla, przekraczając liczbę 50 tysięcy sprzedanych kopii.

## Geneza utworu i historia wydania
Utwór napisali i skomponowali Jan Kapliński, Szymon Świątczak i Brunon Grad, którzy również odpowiadają za produkcję utworu.
Singel ukazał się w formacie digital download 8 listopada 2023 w Polsce wydaniem własnym w dystrybucji Universal Music Polska. Piosenka została umieszczona na pierwszym minialbumie Pezeta – Abstrakt EP.

## Teledysk
Do utworu powstał teledysk w reżyserii Macieja Przężaka, który udostępniono w dniu premiery singla za pośrednictwem serwisu YouTube.

## Lista utworów
- Digital download[2]

1. „Tokyo (współczesny)” – 3:23

## Notowania

### Pozycje na listach sprzedaży
| Kraj   | Lista (2023)             | Najwyższa pozycja |
| ------ | ------------------------ | ----------------- |
| Polska | Billboard Poland Songs   | 24                |
| Polska | OLiS – single w streamie | 23                |

## Certyfikaty
| Kraj          | Certyfikat      | Sprzedaż |
| ------------- | --------------- | -------- |
| Polska (ZPAV) | platynowa płyta | 50 000+  |